# Impôt révolutionnaire
Un impôt révolutionnaire est une extorsion d'argent ou équivalent en nature imposée à des habitants, commerçants et chef d'entreprises, souvent par menace ou par la violence, pour subvenir aux besoins d'une activité politique à caractère révolutionnaire ou résistante.
Il diffère du pizzo, racket des mafias italiennes, aux objectifs différents.

## Exemples

### Le Front de libération national corse
Le Front de libération nationale corse crée l'impôt révolutionnaire en 1982, sous la forme de braquages et d'extorsions de fond, pour financer la lutte terroriste,. L'argent récolté est ensuite centralisé par le Consigliu (conseil), puis redistribué aux différentes branches de l'organisation.
L'impôt est souvent perçu par menaces et intimidations de commerçants, comme l'illustre l'assassinat du coiffeur André Schock en 1983, ou l´assassinat du vétérinaire Jean-Paul Lafay en 1987, qui avaient tous deux refusé de payer l'impôt.

### Euskadi ta Askatasuna
L'ETA imposait aux chefs d'entreprise basques en Espagne un impôt révolutionnaire qui selon Thierry Vareilles s'élevait en moyenne à 10 millions de pesetas dans les années 1970. Jusqu'en 1981, l'impôt était collecté par la branche impôt révolutionnaire de l'ETA, les Commandos Autonomes Anticapitalistes (CAA). L'argent était souvent extorqué sous la menace : en 1976, un commerçant d'Irun qui avait tenté de faire arrêter un collecteur d'impôt de l'ETA est assassiné deux ans plus tard.
Le racket finançait la majeure partie du budget de l'ETA, qui s'élevait à 10 millions d'euros en 2001.
Longtemps demandé seulement aux chefs d'entreprises, l'organisation terroriste s'en est également pris aux petits commerçants à partir des années 2000. Le footballeur basque Bixente Lizarazu a par ailleurs été menacé de se plier au racket.
L'ETA a annoncé en 2011 avoir mis fin à l'impôt révolutionnaire.